# St. Marien (Craula)

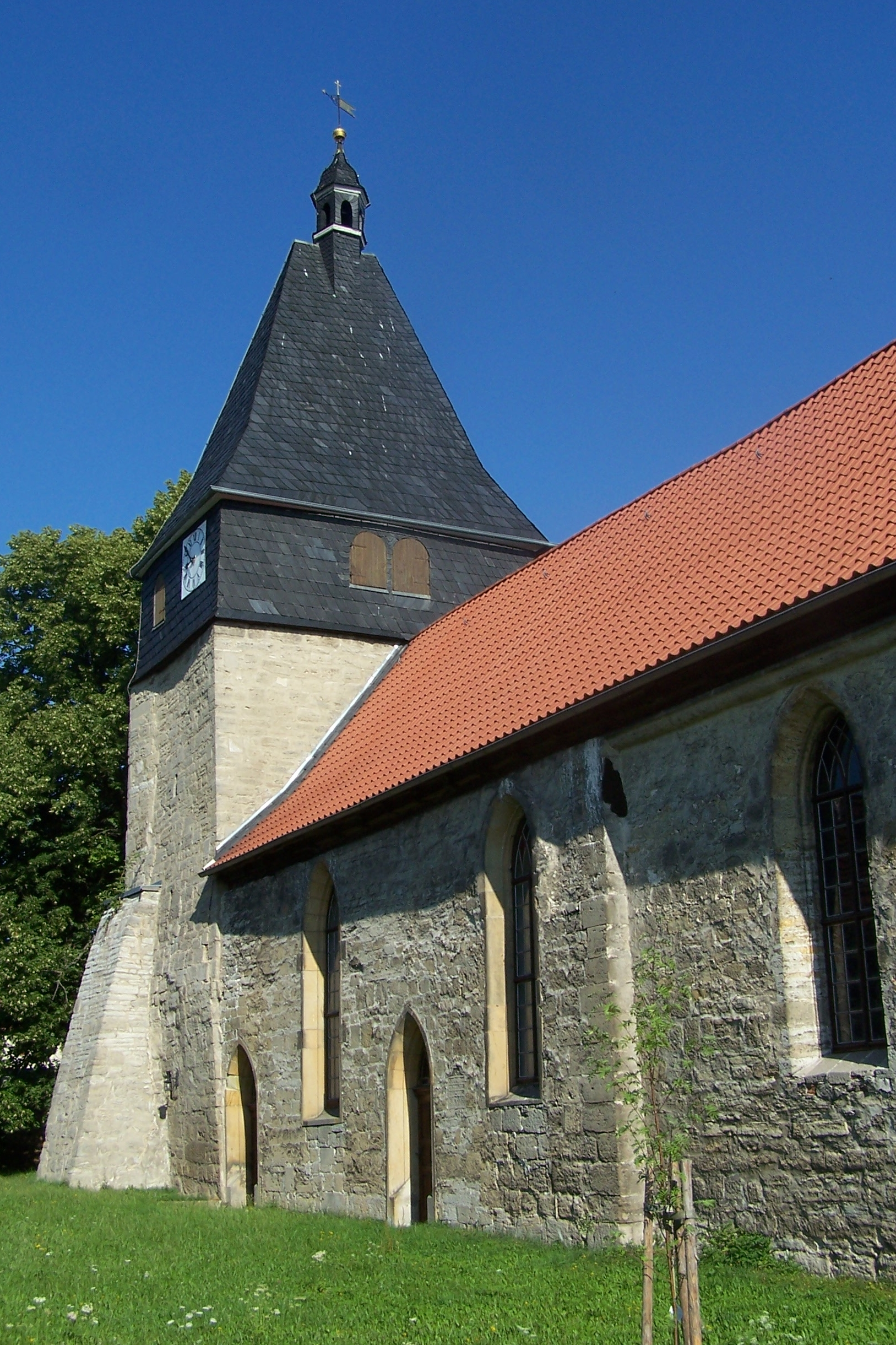
St. Marien, Craula

Die Filialkirche St. Marien (auch Unsere lieben Frauen) in der Pfarrgasse von Craula, einem Ortsteil der thüringischen Gemeinde Hörselberg-Hainich im Wartburgkreis, ist eine evangelische Dorfkirche. Sie gehört zur Kirchengemeinde Craula des Pfarrbereichs Behringen in der Region Nessetal-Hainich des Kirchenkreises Gotha in der Evangelischen Kirche in Mitteldeutschland.

## Beschreibung
Die ursprüngliche kleine romanische Kapelle auf dem ummauerten Kirchfriedhof wurde im Jahre 1604 zur Saalkirche mit leicht eingezogenem Chor umgebaut; der Umbau ist an der Südtür bezeichnet. Am Chor befindet sich ein Anbau aus Fachwerk. Der breit gelagerte, südlich fluchtende Kirchturm im Westen hat ein kleines vermauertes Relief mit einem Kruzifix. 1862 wurde der Kirchturm durch kurze Strebepfeiler verstärkt. Er erhielt einen verschieferten Aufsatz mit einem spitzen Walmdach, auf dem eine Laterne sitzt. In der Nordwand des Langhauses befinden sich ein vermauertes Portal und Fenster mit einem romanischen Rundbogen. Der Chor hat Vorhangbogenfenster aus dem 16. Jahrhundert. Der Chor und das Kirchenschiff haben eine Flachdecke, die im Jahr 1704 von Christoph Lesern aus Gotha mit historisierenden Ornamenten ausgemalt wurde. Der Turm war ursprünglich durch eine rundbogige doppelte Arkade zum Kirchenschiff geöffnet. Das Kirchenschiff hat zweigeschossige Emporen, an der Orgelempore befindet sich ein Epitaph aus Holz der Familie von Hopffgarten aus dem Jahr 1749. Rissbildungen machten seit 2004 Sicherungsmaßnahmen und eine Turmsanierung erforderlich, die von der Deutschen Stiftung Denkmalschutz gefördert wurden.
Die Orgel mit 18 Registern, verteilt auf zwei Manuale und Pedal, wurde um 1830 von Johann Friedrich Heinrich Ratzmann gebaut.